# Suore di Betania consolatrici della Vergine Addolorata
Le Suore di Betania Consolatrici della Vergine Addolorata (in spagnolo Hermanas de Bethania, Consoladoras de la Virgen Dolorosa; sigla H.B.C.V.D.) sono un istituto religioso femminile di diritto pontificio.

## Storia
La congregazione fu fondata a Santa Tecla, nel Salvador, da Dolores de María Zea Fernández e ottenne l'approvazione diocesana il 20 gennaio 1928.

## Attività e diffusione
Le suore si dedicano all'educazione della gioventù.
Le suore sono presenti in Bolivia, Colombia, El Salvador, Guatemala, Messico, Stati Uniti d'America e Venezuela; la sede generalizia è a Città del Guatemala.
Alla fine del 2015 l'istituto contava 141 religiose in 23 case.